# Шори Хамада
Шори Хамада (на японски: 濵田 尚里} или Hamada Shōri) е японска състезателка по джудо, състезаващ се в категория до 78 кг. и армейски офицер. Родена в Кирисима, Япония. Олимпийска шампионка и Сребърна медалистка на Токио (2020). Световна шампионка от 2018 г. в Баку. Шампионка на Азия през 2017 г. в ХонгКонг. Световна шампионка по самбо от 2014 г. в Нарита.